# Associação de Futebol de Guam
A Associação de Futebol de Guam (em inglês:  Guam Football Association, GFA) é o órgão dirigente do futebol de Guam e está a cargo da seleção nacional e de todas as categorias inferiores. Foi fundada em 1975 e é filiada à Federação Internacional de Futebol (FIFA) e à Confederação Asiática de Futebol (AFC) desde 1996. Richard Lai é o atual presidente da entidade.